# 茅湖山
茅湖山（英語：Mau Wu Shan），是香港的一座山峰，位於將軍澳與馬游塘之間，海拔233米。茅湖山山上建有一級歷史建築茅湖山觀測台。

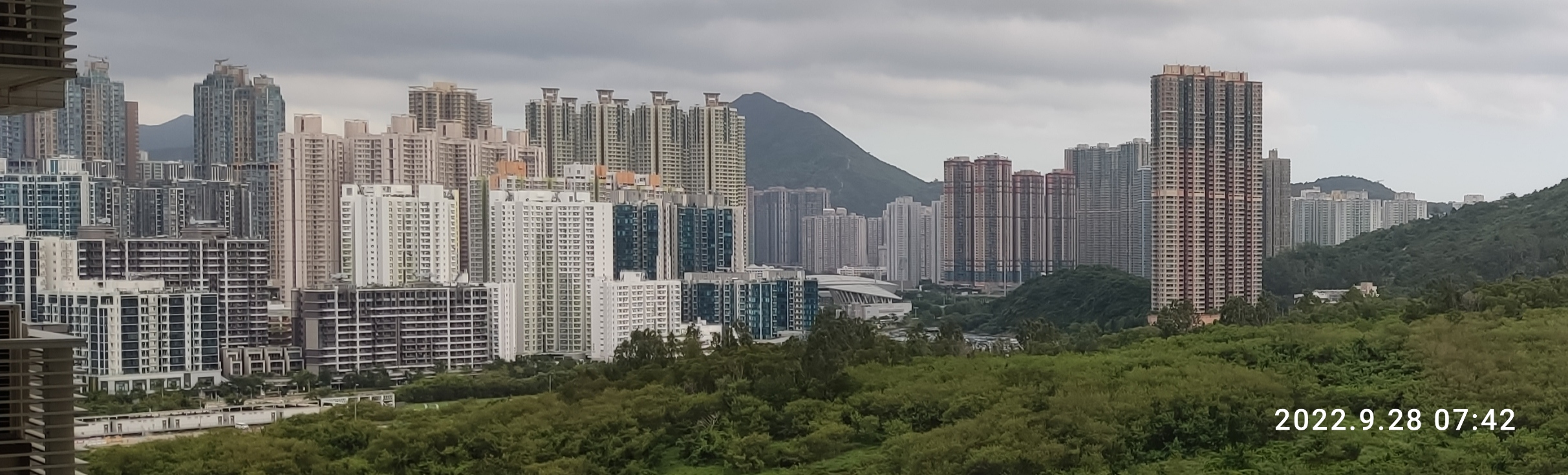